# Seznam osebnosti iz Občine Radovljica
Seznam osebnosti iz občine Radovljica vsebuje osebnosti, ki so delovale v občini Radovljica.

## Do 18. stol.
- Franc Kacijanar (15. stol., Begunje na Gorenjskem - 31. 3. 1544, Ljubljana), ljubljanski škof
- Ivan Kacijanar (1491 ali 1492, Begunje na Gorenjskem - 27. 10. 1539, Kostanjevica na Uni), vojaški poveljnik in kranjski deželni glavar
- Gašper Lamberg II. (ok. 1463, Grad Kamen - 1515-17), vojskovodja in turnirski vitez
- Jakob Lamberg II. (začetek 16. stol, Grad Kamen - 1566 ali 1569), kranjski deželni upravitelj in deželni glavar, dedni konjušnik na Kranjskem in v Slovenski marki ter pisec genealogije Lambergerjev
- Karl Jožef Kappus (24. 10. 1664, Kamna Gorica - 11. 4. 1720, Ljubljana), pravnik, tajnik Kranjskega deželnega glavarstva
- Marko Anton Kappus (18. 4. 1657, Kamna Gorica -  30. 11. 1717, México), misijonar (gl. španska Wikipedija)
- Janez Krstnik Pešeren (9. 6. 1656, Hraše - 28. 9. 1704, Ljubljana), pravnik, teolog, diplomat, ljubljanski prošt in predsednik Akademije operozov
- Marka Irmel (10. april 1695, Radovljica - 2. november 1773, Ljubljana), redovnik in pridigar
- Frančišek Karel Remb (14. oktober 1675 - 23. september 1718), slikar
- Janez Jurij Remb (1650 - 9. marec 1716), slikar
- Peter Kupljenik (med 1520 in 1530, Radovljica - 20. maj 1595, Rim), protestanski pridigar

## 18. stol.
- Anton Gogola pl. Leesthal (25. 5. 1780, Nova vas pri Lescah -  † 9. 10. 1841, Trst), pravnik
- Janez Mihelič (14. 1. 1750, Dobrava - 1792), zbiralec pregovorov, duhovnik, teolog
- Janez Krstnik Potočnik (15. 6. 1749, Kropa - 9. 2. 1834, Ljubljana), slikar in restavrator
- Jožef Potočnik (1753, Kropa - 1808), pravnik, cesarski dvorni svetnik
- Anton Gollmayer (23. 10. 1749, Lesce - 8. 6. 1822, Ljubljana), doktor prava, odvetnik deželnega glavarstva, svetnik deželnega sodišča
- Jožef Gollmayer (13. 2. 1736, Lesce - 22. 10. 1799, Kranj), duhovnik, komisar in dekan
- Anton Špendov (22. 5. 1739, Mošnje - 30. 5. 1813, Dunaj), član dvorne komisije za revizijo študija, profesor in dekan teološke fakultete, direktor teološkega študija in fakultete, predstojnik dunajske univerzitetne knjižnice in rektor dunajske univerze
- Jožef Špendov (24. 1. 1757, Mošnje - 16. 1. 1840, Kirnberg), dunajski stolni kanonik in član študijskega konsensa za osnovno šolstvo, vodja celotne avstrijske prosvetne uprave
- Anton Tomaž Linhart (11. 12. 1756, Radovljica - 14. 6. 1795, Ljubljana), dramatik, pesnik in zgodovinar
- Jernej Bastiančič oz. Boštjančič (1754, Mišače - 14. 1. 1818, Lesce), pisatelj
- Anton Janša (20. 5. 1734, Breznica na Gorenjskem - 13. 11. 1773, Dunaj), slovenski slikar in čebelar
- Matevž Wolf (1752, Radovljica - 6. januar 1827, Radovljica), prevajalec svetega pisma
- Janez Krizostom Pollini (27. januar 1712, Radovljica - 7. november 1786, Ljubljana), zdravnik
- Jurij Vincenc Pezdič (okoli 1749, Radovljica - 4. avgust 1828, Radovljica), teolog

## 19. stol.
- Andrej Gollmayer (28. november 1797, Radovljica – 17. marec 1883, Gorica), goriški nadškof
- Josip Apih (16. 3. 1853, Zapuže - 19. 1. 1911, Celovec), zgodovinar
- Matej Goričnik (10. 9. 1790, Poljče - 17. 9. 1862, Radovljica), podobar in slikar
- Jurij Kalan (um. 17. 2. 1844, Šmartno pri Kranju), duhovnik in dekan
- Silvester Keše (um. 12. 12. 1883, Lesce), duhovnik in dekan
- Franc Kollman (17. 9. 1839, Zgoša - 16. 4. 1908, Ljubljana), veletrgovec in bančnik
- Valentin Napret (1878, Sveta Ana - 11. 3. 1915, Dunaj), posestnik, cestar in vojak
- Jožef Bizavičar (13. 10. 1844, Ljubljana - 8. 9. 1906, Brezje), pater superior
- Avrelij Knafelj (6. 11. 1861, Dobro Polje - 27. 10. 1911, Ljubljana), pater superior
- Ivan Kocijančič (3. 5. 1826, Črnivec - 25. 11. 1853, Kartum), misijonar
- Jakob Aljaž (6. 7. 1845, Zavrh pod Šmarno goro - 4. 5. 1927, Dovje), duhovnik, filozof, šolski nadzornik, narodni buditelj
- Janez Vurnik starejši (28. 8. 1819, Stara Oselica - 2. 3. 1889, Radovljica), podobar in kipar
- Leopold Kordeš (6. 11. 1808, Kamna Gorica - 3. 12. 1879, Dunaj), nemški pesnik, pripovednik, časnikar in publicist
- Matevž Langus (9. 9. 1792, Kamna Gorica - 21. 10. 1855, Ljubljana), slikar
- Andrej Praprotnik (1827 - 1895), učitelj, šolnik, pesnik in publicist
- Lovro Toman (10. 8. 1827, Kamna Gorica - 15. 8. 1870, Rodaun pri Dunaju), pravnik, politik in pesnik
- Luiza Pesjak (12. 6. 1828, Ljubljana - 1. 3. 1898, Ljubljana), pesnica, pisatelja in prevajalka
- Simon Ignac Pesjak (29. 7. 1778, Kropa - 24. 9. 1857, Ljubljana), trgovec
- Valentin Klinar (1840, Kropa - 23. 12. 1902, Kropa), trgovec, soustanovitelj in načelnik žebljarske zadruge
- Danijel Pogačnik (1834, Kropa - 1910), ilirski pesnik
- Janez Šolar (27. 8. 1827, Kropa - 22. 2. 1882, Zadar), duhovnik, jezikoslovec, profesor in šolski nadzornik
- Jurij Varl (23. 4. 1827, Kropa - 5. 3. 1874, Velesovo), pesnik, duhovnik in pripovednik
- Ivan Zupan (9. 12. 1857, Kropa - 4. 7. 1900, Kamna Gorica), skladatelj in orglar
- Jožef Zupan (12. 3. 1811, Kropa - 29. 8. 1866, Kropa), nabožni pisatelj
- Simon Zupan (24. 10. 1844, Kropa - 20. 10. 1925, Ljubljana), nabožni pisatelj
- Matej Brence (19. 9. 1856, Hraše - 18. 7. 1887, Sveti Gregor), pisatelj
- Anton Čop (19. 6. 1786, Lesce - 2. 8. 1865, Gradec), pravnik in sodnik
- Jožef Kokalj (1760, Ljubno - 1834), pravnik, sodnik in ljubljanski župan
- Janez Puhar (26. 8. 1814, Kranj - 7. 8. 1864, Kranj), duhovnik in izumitelj fotografije
- Jožef Rozman (11. 2. 1801, Ljubno - 10. 7. 1871, Trebnje), nabožni pisatelj, duhovnik
- Mihael Stroj (30. 9. 1803, Ljubno - 19. 12. 1871, Ljubljana), slikar
- Kamilo de Pollignac (16. 2. 1836, Millemont - 15. 11. 1913, Paris), francoski princ, zadnji živeči general major prosuženjske Konfederacije
- Agnes de Pollignac (30. 6. 1886, Dunaj - 23. 12. 1973, Limpiville), francoska princesa
- Jožef Balant (28. 1. 1763, Nova vas - 11. 5. 1834, Gorica), goriški nadškof, rektor ljubljanske univerze, pobudnik uporabe slovenščine v visokem šolstvu
- Janez Božič (15. 10. 1829, Nova vas - 28. 5. 1884, Korte na Koroškem), duhovnik, pisatelj, prevajalec in novinar
- Ivan Resman (23. 4. 1848, Zgornji Otok - 5. 1. 1905, Ljubljana), pisatelj
- Ivan Murnik (3. 1. 1839, Spodnji Otok - 18. 1. 1913, Ljubljana), publicist, narodnjak in politik
- Jožef Žemlja (10. 2. 1805, Selo pri Žirovnici - 15. 9. 1843, Ovsiše pri Podnartu), duhovnik, jezikoslovec, pesnik in glasbenik
- Josipina Hočevar (6. 4. 1824, Radovljica - 16. 3. 1911, Krško), podjetnica in mecenka
- Leopold Layer (20. 11. 1752, Kranj - 12. 4. 1828, Kranj), slikar
- Božidar Bežek (8. oktober 1866, Radovljica - 22. marec 1935, Ljubljana), pravnik
- Gustav Thurn-Valsassina (13. julij 1836, Radovljica - 23. julij 1888, Radovljica), zadnji deželni glavar Kranjske nemškega rodu
- Anton Mazek (14. junij 1836, Radovljica - 8. december 1920, Zagreb), klasični filolog
- Fran Hlavka (31. marec 1853, Radovljica - 2. maj 1882, Ljubljana), časnikar

## 20. stoletje
- Jože Šifrer (1922 – 2009), literarni zgodovinar, živel v Radovljici
- Lojze Ilija (19. 6. 1905, Spodnji Brnik - 4. 11. 1982, Los Taques, Venezuela), pisatelj; 1938-1941 je bil odvetniški pripravnik pri Albinu Šmajdu v Radovljici, poročen drugič z Nušo Fistar z Ovsiš
- Aleksander Toman, ameriški časnikar, r. v Kamni Gorici
- Alojz Derling (10. 12. 1913, Hlebce - 24. 6. 1981, Zenica), izumitelj in inovator
- Roman Albreht (19. 6. 1921, Begunje na Gorenjskem - 15. 2. 2006, Ljubljana), partizan, pravnik, poslanec
- Anton Bonaventura Jeglič (29. 5. 1890, Begunje na Gorenjskem - 2. 7. 1937, Stična), ljubljanski škof, politik in publicist
- Slavko Avsenik (26. 10. 1929, Begunje na Gorenjskem - 2. 7. 2015, Ljubljana), tekstilec, glasbenik, skladatelj, harmonikar
- Franc Cvenkelj (1. 5. 1925, Peračica - 27. 5. 1997 Jesenice), alpski smučar,trener, športni delavec
- Alojz Hrovat (21. 6. 1902, Begunje na Gorenjskem - 22. 4. 1942), borec NOB, komandir
- Robert Kollman (5. 5. 1872, Ljubljana - 12. 6. 1931, Ljubljana), veletrgovec in mecen
- Stane Krašovec (14. 7. 1905, Poljče - 13. 4. 1991, Ljubljana), ekonomist in statistik
- Anton Langus (23. 6. 1889, Begunje na Gorenjskem - 17. 7. 1952, Radovljica), lesni trgovec in nogavičar
- Tine Mulej (22. 1. 1924, Podljubelj - 9. 4. 1982, Zgoša), alpski smučar
- Vilko Avsenik (9. 11. 1928, Begunje na Gorenjskem), glasbenik
- Hubert Razinger (Begunje), jadralni pilot, graditelj letal
- Alfonz Furlan (25. 7. 1856, Goče pri Vipavi - 2. 10. 1932, Novo mesto), pater superior
- Viktor Gerkman (6. 1. 1952, Cerklje - 6. 4. 2009, Brezje), psihoterapevt, publicist, astrolog
- Hieronim Knoblehar (8. 8. 1869, Mokronog - 25. 12. 1949, Vukovar), pater superior
- Stanislav Leben (7. 10. 1916, Črnivec - 17. 10. 1941, Lancovo), sodelavec OF, žrtev vojne
- Markelj Bogdan (13. 12. 1896, Podtabor - 2. 1. 1971), pater gvardijan
- Marijan Širca (7. 1. 1854, Pliskovica na Krasu - 28. 10. 1931, Brezje), pater superior
- Salvator Zobec (17. 9. 1870, Vižmarje - 27. 6. 1934, Ljubljana), pater superior
- Janko Balantič  (29. 4. 1908, Srednja Dobrava - 4. 10. 1993, Radovljica), filmski snemalec
- Ivan Betoncelj (5. 1. 1908, Zgornja Dobrava - 5. 9. 1965, Kranj), partizan prvoborec, politični komisar, politik
- Rok Gašperšič (9. 8. 1941, Kropa), direktor, lovec, pisec domoznanskih del
- Janez Jalen (26. 5. 1891, Rodine - 12. 4. 1966, Ljubno), duhovnik, pesnik in dramatik
- Ivan Križnar (5. 8. 1927, Lipnica - 2. 1. 2014), zgodovinar, pedagog, ravnatelj
- Joža Lovrenčič (2. 3. 1890, Kred - 11. 12. 1952, Ljubljana), slovenski pesnik, pisatelj in publicist
- Fortunat Lužar (5. 12. 1870, Velike Lašče - 27. 10. 1939, Ljubljana), učitelj in pedagoški pisatelj
- Rudi Papež (1912, Kneža - 21. 1. 1942, Begunje na Gorenjskem), komunistični aktivist, organizator Gorenjske stavke in vstaje, partijski funkcionar in žrtev vojne
- Frančišek Rojina (3. 10. 1867, Zgornja Šiška - 2. 10. 1944, Zgornja Šiška), čebelar in strokovni pisec
- Franci Špendov (1. 10. 1921, Spodnja Dobrava - 1. 6. 2009, Chicago), pater, skladatelj in zborovodja
- Adolf Kappus (29. 12. 1853, Kamna Gorica - 17. 3. 1930, Kamna Gorica),posestnik, župan in botanik
- Adolf Kapus (2. 6. 1859, Kamna Gorica - 3. 10. 1959, Radovljica),vojaški sodnik in okrajni glavar
- Lovro Pogačnik (16. 8. 1880, Kamna Gorica - 5. 10. 1919, Ljubljana), politik
- Valentin Šparovec (16. 2. 1925, Kamna Gorica - 17. 9. 2010, Kamna Gorica), kronist, pesnik in pevec
- Anton Toman - Savo (14. 8. 1901, Kamna Gorica - 6. 10. 1965, Ljubljana), sindikalist, namestnik ministra
- Ivan Varl (30. 5. 1923, Kamna Gorica - 3. 10. 1979, Sežana), slikar, fotograf in pesnik
- Justin Ažman (25. 3. 1910, Trst - 1991, Kropa), politični in kulturni delavec
- Joža Bertoncelj (1901, Kropa - 1976), umetnostni kovač in literat
- Ivan Bertoncelj, partizan in politik
- Anton Dermota (4. 6. 1910, Kropa - 22. 6. 1989, Dunaj), tenorist, operni pevec, koncertni pevec in pedagog
- Gašper Dermota (1917, Kropa - 1969), operni pevec
- Leopold Dermota (1912, Kropa - 1992), operni pevec
- Lovrenc Dermota (1938, Kropa), direktor Mariborskih lekarn
- Rudi Finžgar (7. 5. 1920, Podnart - 9. 7. 1995, Kropa), smučarski skakalec in podjetnik
- Boštjan Gašperšič (1938, Kropa - 1938), arhitekt, glasbenik in risar
- Branko Gašperšič (11. 1. 1935, Kropa - 5. 7. 2006, Jesenice), doktor znanosti, univerzitetni profesor na Fakulteti za strojništvo Univerze v Ljubljani, dekan
- Janez Gašperšič (4. 12. 1934, Kropa - 27. 3. 2009, Radovljica), graver in cizeler
- Jože Gašperšič (14. 3. 1896, Kropa - 7. 12. 1964, Kropa), gospodarstvenik, glasbenik in zgodovinar
- Marjan Gašperšič (15. 8. 1929, Kropa - 16. 12. 2015, Ljubljana), arhitekt in industrijski oblikovalec
- Zlata Obnjanovič Gašperšič (17. 3. 1931, Kropa), glasbenica in sopranistka
- Damjan Hafner (Kropa - 2014 Kropa), direktor
- Luka Hafner (1859, Kropa - 1935, Kropa), fužinar, kovaški podjetnik, župan in soustanovitelj žebljarske zadruge
- Adam Kržišnik (1936, Kropa), umetnostni kovač
- Kamilo Legat (17. 9. 1935, Kropa - 1995), akademski slikar in likovni pedagog
- Dušan Petrač (28. 1. 1932, Kropa), fizik
- Matija Pirc (21. 3. 1875, Kropa - 24. 2. 1927, Maribor), profesor, zgodovinar, geograf
- Simon Pirc (2. 3. 1932, Lipnica), doktor znanosti, geolog, univerzitetni profesor na Fakulteti za gradbeništvo in geodezijo Univerze v Ljubljani
- Vasja Pirc (19. 12. 1907, Idrija - 1980) šahovski velemojster, publicist
- Alfred Šlibar (6. 5. 1921, Dunaj - 25. 9. 2013, Dunaj), doktor znanosti, univerzitetni profesor
- Anton Šilar (28. 1. 1936, Kropa - 2015, Nova Gorica), dramski in filmski igralec
- Kristina Šuler (17. 7. 1866, Kropa - 25. 12. 1959, Ljubljana), pesnica
- Artur Vidic (1922, Kropa - 16. 3. 2006, New York), doktor znanosti, sociolog, univerzitetni profesor na New School for Social Research, New York
- Peter Žmitek (28. 6. 1874, Kropa - 27. 12. 1935, Ljubljana), akademski slikar
- Anton Berce (20. 5. 1860, Ravnica - 2. 3. 1922, Kranj), prevajalec
- Josip Berce (18. 3. 1883, Ravnica - 12. 11. 1924, Budimpešta), romanist in pedagog
- Franc Avsec (20. 8. 1863, Gotna vas - 9. 3. 1943, Lesce), duhovnik in restavrator
- Vinko Bogataj (4. 3. 1948, Brezovica), smučarski skakalec
- Anton Dežman (16. 6. 1920, Lesce - 1. 6. 1977, Radovljica), general in narodni heroj
- Jakob Eržen (1915, Lesce - 1997, Lesce), politik
- Uroš Krek (21. 5. 1922, Ljubljana - 2008, Lesce), skladatelj in član SAZU
- Mirko Kunčič (11. 12. 1899, Lesce - 3. 11. 1984, Buenos Aires), mladinski pisatelj
- Albin Novak (24. 3. 1926, Dole pri Litiji, pilot in upravnik
- Nada Novak pilotka
- Matko Potočnik (1872, Koroška Bela - 1967, Lesce), doktor znanosti, profesor in izvedenec pri razmejitvi med Avstrijo in Jugoslavijo
- Julij Torkar (8. 1. 1905, Podbrdo - kraj in datum smrti neznana), bankir, tigrovec in borec NOB
- Franc Walland (9. 8. 1887, Lesce - 14. 2. 1975, Recco pri Genovi), teolog in salezijanec
- Mirko Zlatnar (2. 2. 1920, Ljubljana - 27. 3. 1991, Lesce), politik in direktor
- Janez Jalen (26. 5. 1891, Rodine - 12. 4. 1966, Ljubno), duhovnik, pesnik in dramatik
- Alojzija Mlakar-Horvat (17. 5. 1902, Mošnje - 11. 9. 1983, Radovljica), igralka in režiserka
- Jaka Reš (1. 8. 1935, Mošnje), atlet in državni prvak v smučarskem teku
- Ivan Avsenik (28. 4. 1899, Vrbnje - 29. 2. 1972, Cleveland), gospodarstvenik, protirevolucionar in podpornik Bele garde
- Franc Resman (15. 8. 1893, Gorica - 7. 12. 1969, Radovljica), trgovec, ravnatelj hranilnice, župan
- Valentin Rozman (21. 1. 1899, Zgornji Otok - 28. 4. 1986, Sao Paolo), jezuit, apostolski misijonar in filozof
- Marjan Peternelj (24. 2. 1945, Gornji Novaki), športnik, olimpijski prvak in svetovni rekorder
- Anton Pogačnik (10. 12. 1934, Ljubljana - 14. 1. 1974, Ljubljana), doktor znanosti, antropolog, predavatelj na Biotehniški fakulteti Univerze v Ljubljani
- Bogdan Pogačnik (12. 7. 1921, Maribor - 7. 9. 2005, Ljubljana), novinar, publicist, scenarist in prevajalec
- Josip Pogačnik (19. 10. 1866, Podnart - 18. 8. 1932, Podnart), gospodarstvenik, politik, predsednik Narodne vlade SHS
- Jože Pogačnik (20. 3. 1927, Podnart - 29. 3. 1951, Mlinarica pri Trenti), podpredsednik Planinske zveze Slovenije
- Jože Pogačnik (22. 4. 1932, Maribor), filmski režiser in scenarist
- Jože Pogačnik-Perry (9. 5. 1923, Maribor - 30. 9. 2008), vojni veteran in inženir velikih gradenj
- Jožef Tomše (20. 2. 1850, Poljšica - 5. 12. 1937, Ljubljana), podmaršal
- Joža Vovk (17. 2. 1911, Češnjica pri Kropi - 17. 2. 1957, Zgornje Jezersko), duhovnik, književnik in prevajalec
- Matej Bor (14. 4. 1913, Grgar - 29. 11. 1993, Radovljica), pesnik, pripovednik, dramatik, prevajalec, kritik
- Miran Kenda (20. 10. 1928, Radovljica - 20. 8. 2013, Radovljica), režiser in igralec
- Henrik Marchel (9. 11. 1929, Otoče - 11. 7. 2014, Kranj), slikar, pedagog in grafik
- Ivan Vurnik (1. 6. 1884, Radovljica - 9. 4. 1971, Radovljica), arhitekt in urbanist
- Stane Žagar (19. 2. 1896, Žaga pri Bovcu - 27. 3. 1942, Mali Rovt nad Crngrobom), učitelj, politik, partizan, narodni heroj in revolucionar
- Uroš Žun (6. 3. 1903, Radovljica - 4. 5. 1977, Ljubljana), pravičnik, pravnik in profesor
- Avgust Bukovec (22. 11. 1887, Radovljica - 22. 11. 1965, Ljubljana), čebelar, publicist in prevajalec
- Ivan Hribovšek (19. 6. 1923, Radovljica - 1945, Radovljica), pesnik in filolog
- Konrad Janežič (17. 2. 1867, Radovljica - 1945, Radovljica), pravnik
- Boris Kocijančič, politik
- Branko Korošec (11. oktober 1927, Radovljica), zgodovinar geodezije in kartografije
- Cene Avguštin (2. januar 1923, Radovljica - 30. marec 2010, Radovljica), umetnostni zgodovinar
- Hugo Roblek (27. december 1871, Radovljica - 13. julij 1920, Trst), farmacevt, javni delavec in planinec
- Jože Jenko (5. maj 1885, Radovljica - 21. oktober 1967, Ljubljana), zgodovinar železnic
- Pavle Kalan (slavist) (16. januar 1900, Radovljica - 11. junij 1974, Ljubljana), bibliotekar
- Peter Zupan (29. junij 1944, Radovljica), veteran vojne za Slovenijo
- Vladimir Beznik (20. julij 1930, Radovljica - 7. junij 1997, Ljubljana), družbenopolitični delavec
- Juta Krulc (18. april 1913, Radovljica - 22. junij 2015, Golnik), krajinska arhitektka
- Miroslav Zidar (14. april 1941, Radovljica), slovenski kinolog
- Miroslav Črnivec (27. februar 1904, Radovljica -  17. januar 1986, Ljubljana), geodet
- Lidija Brezavšček (27. november 1961, Radovljica), pesnica
- Boris Rihteršič (28. avgust 1908, Radovljica - ?), prevajalec, novinar in pisatelj
- Emanuel Kolman (25. januar 1917, Radovljica - 16. avgust 1987, Radovljica), pesnik
- Josipina Eleonora Hudovernik (25. marec 1863, Radovljica - 1. marec 1945, Ljubljana), učiteljica glasbe, ravnateljica in skladateljica
- Jože Slivnik (31. januar 1930, Radovljica), kemik
- Jože Pezdič (8. marec 1945, Radovljica), geolog
- France Vurnik (2. december 1933, Radovljica), pisatelj
- Nina Čebulj Kadunc (22. julij 1960, Radovljica), veterinar
- Marja Bešter Turk (8. januar 1961, Radovljica), jezikoslovka
- Pavel Štular (18. december 1922, Radovljica - 10. maj 2007, Ljubljana), strokovnjak za varilstvo
- Rafaela Vurnik (31. januar 1898, Radovljica - 1. september 1983, Ljubljana), misijonarka
- Vlado Rojec (26. julij 1898, Radovljica -  27. november 1967, Ljubljana), čebelar
- Ciril Rekar (14. september 1901, Radovljica - 5. december 1989, Ljubljana), metalurg
- Ciril Jeglič (26. januar 1897, Gabrovka - 12. avgust 1988, Radovljica), agronom in pisatelj
- Bogo Jan (20. februar 1944, Jesenice - 10. marec 2018, Radovljica), hokejist
- Neža Ema Mikec (9. januar 1877, Leskovec pri Novem mestu - 2. marec 1967, Radovljica), vezilja
- Stane Dremelj (9. november 1906, Vrhnika - 21. januar 1992, Radovljica), medaljer in kipar
- Krizostom Sekovanič (14. november 1895, Bled - 14. julij 1972, Radovljica), frančiškan in pesnik
- Mario Pleničar (5. avgust 1924, Ljubljana - 2. oktober 2016), geolog
- Franc Pretnar (27. september 1912, Kamna Gorica - 5. junij 1988, Radovljica), izumitelj
- Stanko Lapuh (1905, Zagreb - 1993, Radovljica), lovec in pisatelj
- Helena Kottler Vurnik (26. september 1882, Dunaj - 4. april 1962, Radovljica), slikarka in oblikovalka
- Vlasta Tominšek (22. oktober 1906, Ljubljana - 4. marec 1997, Radovljica), rusistka
- Branislav Šmitek (21. 7. 1960, Brezje), doktor znanosti in predavatelj na Fakulteti za organizacijske vede
- Boštjan Blaznik (15. 4. 1965, Jesenice), vojaški častnik
- Mateja Blaznik (5. 9. 1967, Kranj), glasbenica, klasična kitaristka
- Miran Hladnik (19. 12. 1954, Jesenice), doktor znanosti, profesor slovenske književnosti na Filozofski fakulteti Univerze v Ljubljani
- Jožica Škofic Guzej (4. 3. 1964, Ptuj), slovenska jezikoslovka in znanstvena svetnica
- Milan Kleč (10. 10. 1954, Ljubljana), pisatelj, dramatik, pesnik
- Mihael Jožef Toman (13. 3. 1953, Kamna Gorica), doktor znanosti, biolog, univerzitetni profesor na Biotehniški fakulteti Univerze v Ljubljani
- Dominik Gašperšič (19. 2. 1940, Kropa), univerzitetni profesor na Medicinski fakulteti Univerze v Ljubljani, stomatolog
- Egidij Gašperšič (1. 9. 1936, Kropa), pevski pedagog, skladatelj in zborovodja
- Alojz Potočnik (11. 6. 1951, Kropa), politik
- Janez Potočnik (22. 3. 1958, Kropa), doktor znanosti, ekonomist, politik, evropski poslanec in komisar
- Zmago Šmitek (1949, Kropa), etnolog, kulturni antropolog, doktor znanosti, univerzitetni profesor na Filozofski fakulteti Univerze v Ljubljani, raziskovalec
- Rudi Antolin (16. 12. 1958, Lesce), nogometni sodnik
- Vasja Bajc (19. 1. 1962, Ljubljana), smučarski skakalec in trener
- Jernej Brence (1965), violinist
- Iztok Čop (17. 6. 1972, Kranj), veslač in olimpijski zmagovalec
- Jože Dežman (26. 6. 1955, Lesce), zgodovinar in filozof
- Franci Petek (15. 6. 1971, Jesenice), smučarski skakalec
- Alenka Šmid (11. 7. 1968), glasbenica
- Maše Beršan Mašuk (13. 6. 1961, Moskva), slikarka
- Nikolaj Aleksandrovič Mašukov (8. 3. 1956, Sibirija), slikar
- Borut Urh (28. 7. 1974, Ljubljana), tenisač, državni rekorder pri moških dvojicah
- Andrej Zupan (9. 2. 1971, Mošnje), biatlonec in svetovni prvak
- Barbara Rajgelj (1975), doktorica znanosti, pravnica, univerzitetna profesorica na Fakulteti za družbene vede Univerze v Ljubljani, aktivistka za pravice LGBTQ oseb
- Mihael Dalla Valle Turič (2. 1. 1949, Jesenice), slikar
- Ljubo Kozic (17. 11. 1950, Lendava), rock glasbenik in slikar
- Marjan Podržaj (21. 2. 1959, Jesenice), lokostrelec in državni prvak, dvoranski svetovni rekorder v golem loku
- Marko Podržaj (15. 4. 1963, Jesenice), lokostrelec in državni prvak
- Pavel Škofic (21. 2. 1962, Kranj), direktor in izumitelj
- Alenka Bole Vrabec (14. 1. 1937, Kranj), igralka, prevajalka
- Jakob Jaša Kenda (16. 4. 1973, Jesenice), prevajalec
- Simona Vodopivec (1964, Jesenice), pevka zabavne glasbe in pedagoginja
- Klemen Medja (19. september 1967, Radovljica), častnik in alpinist
- Janez Pristavec (31.5.1931 - 26.1. 2003), učitelj v Radovljic.

## 21. stol.
- Grega Bole (13. 8. 1985, Begunje na Gorenjskem), kolesar
- Robert Žbogar (6. 3. 1989, Kranj), državni reprezentant v plavanju
- Lavra Babič (1. 1. 1987, Kranj), državna reprezentantka v plavanju
- Mitja Šivic (1. 10. 1979, Brezje), hokejist
- Mateja Kavaš (24. 4. 1979, Kranj), diplomatka in prevajalka
- Franc Kosel (1. 9. 1943, Mišače), doktor znanosti, univerzitetni profesor na Fakulteti za strojništvo Univerze v Ljubljani, dekan
- Jan Špik (22. 7. 1988, Lipnica), veslač in državni reprezentant
- Luka Špik (9. 2. 1979, Lipnica), veslač, olimpijski zmagovalec
- Irma Mihelič (4. 10. 1984, Kropa), operna pevka
- Teja Zupan (4. 12. 1990, Lancovo), plavalka
- Dejan Tonejc (1981, Lesce), balinar, državni reprezentant
- Manca Izmajlova (21. 6. 1978, Kranj), mezzosopranistka
- Domen Škofic, športni plezalec
- Alenka Kürner (31. januar 1986, Radovljica), alpska smučarka
- Luka Turk (9. september 1986, Radovljica) plavalec